# 待池公園
待池公園（まちいけこうえん）は、福島県郡山市待池台にある公園である。
郡山西部第二工業団地の中心部に位置する。

## 園内

### 西部第二体育館
園内には郡山ウエストスポーツパークの一つである西部第二体育館がある。1992年4月1日開館。
競技施設
- バレーボール（2面）
- 家庭バレーボール（6面）
- バドミントン（8面）
- インドアテニス（2面）（12月- 3月）
- ハンドボール（2面）※公式試合使用時は1面
- フットサル（2面）
- 柔道（4面）
- ミニバスケットボール（1面）
- 卓球台（20台）

営業時間
9：00 - 21：00